# Iguasu
Iguasu (portugalsko Rio Iguaçu, špansko Río Iguazú) je 1.320 km dolga južnoameriška reka, ki teče čez Brazilijo in Argentino in je znana predvsem po slapovih. Njeno ime izvira iz gvaranščine, kjer y pomeni 'voda', guasu pa 'velika'.
Reka dobi ime za sotočjem rek Iraí in Atuba, ki izvirata v brazilskem hribovju Serra do Mar in se združita v Pinhaisu, ki je danes praktično predmestje Curitibe. Reka ves čas teče proti zahodu in v svojem celotnem toku ne zapusti brazilske zvezne države Paraná. V delu zgornjega toka predstavlja naravno mejo med brazilskima zveznima državama Paraná (desni breg) in Santa Catarina (levi breg), zadnjih 115 km pa predstavlja naravno mejo med brazilsko državo Paraná na desnem ter argentinsko provinco Misiones na levem bregu. V bližini mest Foz do Iguaçu in Puerto Iguazú se kot levi pritok izliva v reko Parana. Sotočje rek predstavlja tromejo Brazilije, Argentine in Paragvaja. 
Reka je na plovna na več odsekih. Pomembnejša naselja ob njej so še Porto Amazonas, São Mateus do Sul, União da Vitória, Porto União in  Manguereinha. Na reki so za potrebe hidroelektrarn zgradili 5 jezov:
- Gov. Bento Munhoz da Rocha Neto v okrožju Pinhão z močjo 1.676 MW
- Gov. Ney Aminthas de Barros Braga v okrožju Mangueirinha z močjo 1.260 MW
- Salto Caxias v okrožju Capitão Leônidas Marques z močjo 1.240 MW
- Salto Santiago v okrožju Saudade do Iguaçu z močjo 1.332 MW
- Salto Osório v okrožju São Jorge d'Oeste z močjo 1.050 MW

Povprečni pretok reke pri njenem izlivu je 1.413,5 m³/s, najnižje povprečje je v aprilu s 1326 m³/s, najvišje pa v oktobru s 2.506 m³/s. Najnižji pretok so izmerili leta 1978 s komaj 89,92 m³/s, največjega pa v juliju 1993, ko so namerili kar 35.600 m³/s.
Približno 23 km pred izlivom reka tvori svetovno znane Iguasujske slapove, ko se po približno 275 slapovih (natančna številka je odvisna od vodosstaja) s skupno širino 2700 m spusti do 80 metrov globoko.

## Ekologija
Za razliko od tropskih južnoameriških rek, kjer so letne temperaturne razlike relativno omejene, se voda v subtropski reki Iguasu bistveno razlikuje glede na sezono. Na dveh mestih, enem tik nad slapovi in drugim tik pod njimi, se je voda na obeh gibala od približno 15,5 do 29 °, povprečje pa je bilo tik pod 22 ° C. PH je običajno skoraj nevtralen in se giblje od 5,9 do 8,7.
Približno 100 vrst rib je domorodnih v reki Iguasu, znanih pa je več neopisanih vrst. Večina vrst rib v reki so somi, Characiformes in ostrižniki. Približno 70 % je endemičnih, kar je v veliki meri povezano s slapovi in služi tako kot dom reofilnim vrstam kot izoliranim vrstam zgoraj in spodaj. To tudi pomeni, da z izjemo ogroženega Steindachneridion melanodermatum v spodnjem delu velike selitvene ribe, znane iz večjega dela porečja reke Paraná, naravno niso prisotne v Iguasuju. Skoraj 30 vnesenih vrst najdemo v reki, kjer približno ena tretjina izvira z drugih celin (kot so krapi, krapi Largemouth, tilapija in afriški ostrozobni som (Clarias gariepinus)), preostale pa od drugod v Južni Ameriki (kot so dorado (Salminus brasiliensis), Cichla kelberi, Piaractus mesopotamicus, Brycon hilarii, Prochilodus lineatus in Odontesthes bonariensis).
Nenavadni raki Aegla so lokalno pogosti v porečju reke Iguasu.

## Okoljska grožnja
Julija 2000 se je več kot 4.000.000 litrov surove nafte izlilo v reko iz državne rafinerije nafte v občini Araucária blizu Curitibe.

## Galerija
- Reka tik slapovi
- Pogled na slapove z brazilske strani
- Reka takoj po slapovih
- Iguasu (desno) pri sotočju s Paraná (levo)